# Saint-Drézéry
Saint-Drézéry är en kommun i departementet Hérault i regionen Occitanien i södra Frankrike. Kommunen ligger i kantonen Castries som tillhör arrondissementet Montpellier. År 2022 hade Saint-Drézéry 2 952 invånare.

## Befolkningsutveckling
Antalet invånare i kommunen Saint-Drézéry
Referens:INSEE